# Пластино, Эл
Альфред Джон Пластино (англ. Alfred John Plastino; 15 декабря 1921 — 25 ноября 2013) — американский художник комиксов.

## Ранние годы
Пластино родился 15 декабря 1921 года в католическом медицинском центре Святого Винсента на Манхэттене в Нью-Йорке и вырос в Бронксе. Ещё с начальной школы он заинтересовался рисованием. После он отучился в Высшей школе искусства и дизайна, а затем стал иллюстратором журнала Youth Today. Эла приняли в колледж Купер-Юнион, но он решил продолжить работу внештатным художником. Первой работой над комиксом у Пластино был выпуск Dynamic Comics #2 (декабрь 1941). Перед уходом на войну он успел поработать над несколькими выпусками о Капитане Америке.

## Личная жизнь
Пластино много лет жил в Ширли на Лонг-Айленде. На момент своей смерти он страдал от СГБ. Эл был женат на ЭннМэри, с которой прожил 55 лет до кончины. У пары было четверо детей: Фред, Дженис, Арлин и МэриЭнн.

## Работы

### Avon Comics
- Molly O’Day #1 (1945)

### Centaur Publications
- The Arrow #3 (1941)

### Chesler/Dynamic
- Dynamic Comics #2, 13 (Dynamic Man) (1941—1945)
- Punch Comics #2, 11, 13-14, 16 (1942—1946)
- Spotlight Comics #2 (1945)

### DC Comics
- Action Comics (Superman) #120, 122—128, 130—131, 133, 135, 139—140, 143, 145, 148—149, 152—157, 169—170, 172, 176—177, 183, 185, 193, 197, 201, 205, 208, 212—214, 217, 220, 222, 228, 242, 247, 249, 251—252, 254—255, 259—260, 271, 273, 281—282, 289, 291—292, 294, 296, 300—302, 306, 308, 314, 317, 320, 322—324, 328—329, 331—335, 337, 340, 341—345, 354, 361 (1948—1968)
- Adventure Comics (Superboy) #245, 247, 253, 256, 268, 271, 276, 278, 281, 286, 292, 294, 296, 298, 324, 333, 335, 341, 344 (1958—1966)
- Girls' Love Stories #12 (1951)
- Showcase #9 (Lois Lane) (1957)
- Superboy #59-60, 62, 65, 67, 79, 81, 83, 86, 88, 90, 93, 96, 98, 102, 105, 107—108, 110, 114, 116, 125, 128—129, 133, 137, 140, 143, 149 (1957—1968)
- Superman #53-56, 58-59, 61, 63-69, 71-73, 75-109, 112, 114—118, 120, 122, 124—125, 129—131, 133, 135—136, 138—139, 144—147, 150—153, 157, 160—161, 163—165, 169—171, 173—174, 178—180, 183—184, 186, 191, 193—194, 196—198, 201—206 (1948—1968)
- Superman's Girl Friend, Lois Lane #5, 12, 18, 20 (1958—1960)
- Superman's Pal Jimmy Olsen #50, 55-56, 60, 64, 73, 76, 78, 87 (1961—1965)
- Superman: The Wedding Album #1 (1996)
- World's Finest Comics #34, 39-43, 47, 49, 51, 54-58, 60-61, 64, 67, 70, 165 (1948—1967)

### Harvey Comics
- All-New Short Story Comics #2 (1943)

### Magazine Enterprises
- The American Air Forces #1-3, 74 (1944—1953)

### Marvel Comics
- Marvel Mystery Comics #33-36 (1942)